# Philipp Ernst (Politiker)
Philipp Heinrich Ernst (* 7. März 1814 in Edelsberg ?; † 12. Dezember 1891 ebenda) war ein deutscher Bürgermeister und Politiker.

## Leben
Ernst, der evangelischer Konfession war, wurde um 1847 Schultheiß von Edelsberg und war seit der Märzrevolution 1848 dort Bürgermeister. 1890 schied er aus dem Amt aus. Er gehörte dem Bezirksrat und nach der Annexion des Herzogtums Nassau durch Preußen 1866 dem Kreistag des Oberlahnkreises an. 1868 bis 1885 war er für den Oberlahnkreis Abgeordneter im Nassauischen Kommunallandtag und im Provinziallandtag der Provinz Hessen-Nassau. Im Kommunallandtag war er Mitglied des Eingaben- und Rechnungsprüfungsausschusses und verschiedener Sonderausschüsse.